# Ꙡ (слово ћирилице)
Ꙡ ꙡ (Ꙡ ꙡ; укосо: Ꙡ ꙡ) је слово ћириличног писма, које представља хоризонтално обрнуто Ц (Ц ц). Зове се обрнуто Ц.
Обрнуто Ц је коришћено у староновгородским словима од брезе, заједно са другим обрнутим словима. То је алограф обичног слова Ц и означава исти звук.

## Рачунарски кодови
| Знак                      | Ꙡ                                    | Ꙡ                                    | ꙡ                                  | ꙡ                                  |
| ------------------------- | ------------------------------------ | ------------------------------------ | ---------------------------------- | ---------------------------------- |
| Назив у Уникоду           | CYRILLIC CAPITAL LETTER REVERSED TSE | CYRILLIC CAPITAL LETTER REVERSED TSE | CYRILLIC SMALL LETTER REVERSED TSE | CYRILLIC SMALL LETTER REVERSED TSE |
| Врста кодирања            | децимална                            | хексадецимална                       | децимална                          | хексадецимална                     |
| Уникод                    | 42592                                | U+A660                               | 42593                              | U+A661                             |
| UTF-8                     | 234 153 160                          | EA 99 A0                             | 234 153 161                        | EA 99 A1                           |
| Нумеричка референца знака | &#42592;                             | &#xA660;                             | &#42593;                           | &#xA661;                           |

## Слична слова
Ц ц : Ћириличко слово Ц.
Ҵ ҵ : Ћириличко слово Тс.